# (17367) 1979 OU11
A (17367) 1979 OU11 a Naprendszer kisbolygóövében található aszteroida. Schelte J. Bus fedezte fel 1979. július 26-án.